# Roland Penrose
Roland Algernon Penrose (14 de octubre de  1900 - 23 de abril de  1984) fue un artista, historiador y poeta inglés. Conocido por ser un gran coleccionista y promotor del arte moderno, estuvo vinculado a los movimientos surrealistas del Reino Unido. Durante la Segunda Guerra Mundial ofreció sus conocimientos artísticos como profesor de camuflaje.

## Biografía

### Primeros años
Roland Penrose fue hijo de James Doyle Penrose (1862-1932), un exitoso pintor de retratos, y de Elizabeth Josephine Peckover, hija del Barón Peckover, un acaudalado banquero cuáquero. Fue el tercero de cuatro hermanos; su hermano mayor fueron el médico genetista Lionel Penrose. Roland creció en una estricta familia de tradición cuáquera en Watford, y fue a la escuela Downs School, Colwall, y la Leighton Park School, en Reading, Berkshire. En agosto de 1918, como objetor de conciencia, se unió a la Friends' Ambulance Unit, un servicio voluntario de ambulancias fundado por la Sociedad Religiosa de los Amigos; sirvió desde septiembre de 1918 con la Cruz Roja Británica en Italia. Tras estudiar arquitectura en el Queens' College (Cambridge), Penrose se dedicó a la pintura y se mudó a Francia, donde vivió desde 1922 y donde se casó con su primera mujer, la poeta Valentine Boué. Durante este periodo hizo amistad con Pablo Picasso, Wolfgang Paalen y Max Ernst, quienes conformarían la influencia más importante en su trabajo.

### Surrealismo
Penrose volvió a Londres en 1936 y fue uno de los organizadores de la Exhibición Internacional Surrealista de Londres, que sentó las bases del movimiento surrealista inglés. Penrose se estableció en Hamstead, donde se convirtió en el centro de la comunidad vanguardista de artistas británicos y emigrantes allí asentados, y abrió la London Gallery en la calle Cork. Allí promovió el arte de los surrealistas, así como el de amigos como Henry Moore, Barbara Hepworth, Ben Nicholson, y Naum Gabo. Penrose encargó a Moore una escultura para su casa en Hampstead que se convirtió en el foco de una campaña mediática contra el arte abstracto. En 1938, Penrose organizó una gira del Guernica de Picasso con el objetivo de recoger fondos para el gobierno republicano en España.
El matrimonio de Penrose y Boué se rompió en 1934, divorciándose en 1937. Para 1939 Penrose había comenzado una nueva relación con la modelo y fotógrafa Lee Miller; finalmente se casaron en 1947. Vivieron en el  21 de Downshire Hill, Hampstead, Londres, donde actualmente se encuentra una placa conmemorativa.

### Profesor de camuflaje en la II Guerra Mundial
La educación cuáquera de Penrose le hacía ser pacifista, pero al estallar la Segunda Guerra Mundial se alistó como voluntario en una patrulla de seguridad ante bombardeos, y enseñó camuflaje militar en el centro de entrenamiento de Osterley Park de la Home Guard. Esto le llevó a convertirse en Capitán en los Royal Engineers de la Armada Británica. Trabajó como profesor en la Escuela de Camuflaje del Comando Este de Norwich, y en el Centro de Entrenamiento y Desarrollo de Camuflaje de Farnham Castle, Surrey. Durante sus clases solía alertar a su audiencia proyectando una fotografía a color de Lee Miller tendida sobre un prado cubierta tan solo con una red de camuflaje; al ser cuestionado, respondía que "si el camuflaje puede ocultar los encantos de Lee, puede ocultar cualquier cosa". Forbes sugiere que esta fue una técnica surrealista puesta en un contexto práctico. Sus lecciones fueron respetadas tanto por los alumnos como por sus colegas. En 1941 Penrose escribe el Manual de Camuflaje de la Home Guard, que proporcionaba indicaciones precisas sobre texturas, además de colores, especialmente para protegerse de la fotografía aérea, por aquel entonces monócroma.

### El ICA
Tras la guerra, Penrose cofundó el Institute of Contemporary Arts (ICA) en Londres, junto al crítico de arte y escritor Herbert Read en 1947. Penrose organizó las primeras dos exhibiciones del ICA: 40 Años de Arte Moderno, que incluyó varias piezas claves del cubismo, y 40.000 Años de Arte Moderno, reflejando su interés por la escultura africana. Penrose mantuvo su presencia en el ICA durante 30 años; escribió un gran número de libros, ilustrados por amigos como Pablo Picasso, Max Ernst, Joan Miró, Man Ray y Antoni Tàpies. También fue comisario de Tate Gallery.

### Granja de Farley
Penrose y Miller compraron la Farley Farm House en East Sussex en 1949, donde depositó su valiosa colección de arte moderno y en particular las obras surrealistas y trabajos de Picasso. Penrose diseñó además el paisajismo alrededor de la casa como marco para la colocación de esculturas. En 1972, unos ladrones entraron en su piso de Londres, robando un gran número de obras para luego pedir un rescate. Durante una entrevista en la BBC, Penrose aseguró que rechazaba cualquier petición de rescate. Los cuadros fueron posteriormente recuperados gracias al trabajo policial; algunos estaban dañados, pero fueron restaurados por la Tate Gallery. 
Tras la muerte de sus esposa, Penrose cedió varias obras de importancia a la Scottish National Gallery of Modern Art en Edimburgo, una práctica que sus descendientes han continuado.

## Legado
Sus atrevidas y enigmáticas pinturas, dibujos, y objetos surrealistas están entre las piezas más representativas del movimiento. Es recordado por sus postales hechas de collage, ejemplos de las cuales se conservan en varias colecciones nacionales a lo largo de Reino UnidoFue condecorado con la Orden del Imperio Británico en 1960, y fue condecorado con el Knight Bachelor por su servicio a las artes visuales en 1966. La Universidad de Sussex lo condecoró con un doctorado Honorario en Letras en 1980. 
Penrose fue tío del psiquiatra y polímata Roger Penrose. La Farley Farm House, actualmente propiedad de su hijo Antony Penrose, es ahora un archivo, el Lee Miller Archive, y un museo, The Penrose Collection, abiertos al público.